# SV Schackendorf
Der SV Schackendorf (offiziell: Sportverein Schackendorf e. V.) ist ein Sportverein aus der Gemeinde Schackendorf im Kreis Segeberg in Schleswig-Holstein. Der Verein besitzt Sparten für Fußball, Tennis, Tischtennis und Gymnastik.

## Fußballabteilung
Der Herren-Fußballmannschaft des Vereins gelang in den 2000er-Jahren ein kontinuierlicher Aufstieg von der Kreisklasse bis in die Verbandsliga West, der man erstmals von 2008 bis 2011 angehörte. In der Saison 2010/2011 belegte der SV Schackendorf den 2. Platz und stieg in die Schleswig-Holstein-Liga auf. In der Saison 2011/12 belegte der Verein dort den 17. Platz, der den direkten Wiederabstieg bedeutete. Der SV Schackendorf spielte seitdem wieder in der Verbandsliga Süd-West.
Durch die Reform des SHFV tritt die 1. Mannschaft ab der Saison 2017/18 in der neuen zweigleisigen Landesliga an.
Besondere Spiele der Herren-Fußballmannschaft:
Testspiel gegen den Hamburger SV (1. Bundesliga) 12. Juli 2016 | Endstand 0:8
Testspiel gegen den FC St. Pauli (2. Bundesliga) 16. Mai 2012 | Endstand 2:4
Testspiel gegen Holstein Kiel (Regionalliga Nord) 12. Juli 2011 | Endstand 1:11
Testspiel gegen VfB Lübeck (Regionalliga Nord) 6. August 2008 | Endstand 0:15
Testspiel gegen Hansa Rostock (2. Bundesliga) 23. Mai 2008 | Endstand 1:11